# Staind
Staind é uma banda de metal alternativo fundada em 1995 em Massachusetts, Estados Unidos. A música So Far Away, do álbum 14 Shades of Grey, é freqüentemente usada pelo lutador Rony Jason em suas entradas no octógono do UFC. Um dos grandes sucessos da banda também é a música ''It's Been Awhile'', tendo mais de 200 milhões de visualizações no Youtube.

## História
A história começa na área da Nova Inglaterra, quando o vocalista Aaron Lewis e o guitarrista Mike Mushok se encontraram em uma festa de Natal em 1993. Mushok trouxe consigo o baterista Jon Wysocki, e a ligação de Lewis com um baixista (que posteriormente saiu da banda e deu lugar a Johnny April) completou a banda.
Levou tempo até a banda se estabilizar, e concertos intensos na parte nordeste com outros astros do rock ajudaram a banda a vender mais de duas mil cópias do primeiro álbum. Depois disso tiveram um longo período de descanso, e em 23 de Outubro de 1997 voltaram ao trabalho pesado.
Em um concerto em Hartford, a banda mostrou à Fred Durst (do Limp Bizkit) o seu álbum. Durst deu uma olhada no material e depois de uma discussão, Durst devolveu o álbum à banda e foi embora. 45 minutos mais tarde, depois do concerto do Staind, ele voltou, não para reforçar algum argumento anterior, mas para se certificar de que teria boas relações com a banda. Depois de irem longe com o concerto ao vivo, Durst e a banda Staind trocaram números de telefone, e finalmente a banda estava no caminho certo. Tudo o que eles tinham que fazer agora era esperar.
E assim o fizeram. Mike Mushok tentou marcar um horário com Fred Durst, porém não havia espaço vago em sua agenda, então a banda decidiu ir diretamente para onde ele estava. Staind foi de carro a um espetáculo do Limp Bizkit em Boston, e mostraram-lhe o material demo em que estavam trabalhando. Durst adorou e os convenceram a viajar a Jacksonville para trabalharem em novas canções.
Depois de refazer o novo material, e terem um concerto ao vivo de sucesso, Durst contatou o "cabeça" da Flip Records, e marcou um encontro com o Staind. Enquanto estavam em Los Angeles, foi gravado um sample de três canções, e até que em Fevereiro de 1998 a gravação estava pronta. Depois de tocarem na turnê Vans Warped, eles começaram a trabalhar no segundo álbum, Dysfunction. Ele foi produzido por Terry Date (Deftones, Pantera, Soundgarden), e foi lançado em 13 de Abril de 1999. Uma turnê com Kid Rock prosseguiu pela primavera e mais tarde a banda reuniu seus bons amigos do Limp Bizkit para uma turnê de verão.
O trabalho seguinte, Break the Cycle, alcançou o número um das paradas de sucesso nos Estados Unidos em 2001. Sucessos como "It's Been Awhile", "Fade", "For You" e "Epiphany" levaram a banda para o topo, elevando o seu DVD MTV Unplugged de 2002 para ouro.
Na primavera de 2003 o Staind lançou o álbum 14 Shades of Grey, que fez um sucesso não tão grande quanto o de Break the Cycle, mas o suficiente para garantir à banda alguns discos dourados.
O álbum mais recente Chapter V agradou mais aos fãs, chegando ao número um nas paradas de sucesso da Billboard.
Em Maio de 2011, o baterista Jon Wysocki deixou a banda. Em setembro do mesmo ano a banda lançou seu álbum auto-intitulado.

### Afinações
As músicas de Staind são geralmente nas afinações (C#,G#,C#,F#,A#,D#) ou (B,F#,B,E,G#,D#).
Exceto "Epiphany" cuja afinação é C# Open (C#,G#,C#,G#,C#,C#), "It's Been Awhile" e "So Far Away" cujo violão é afinado em meio tom abaixo da afinação padrão (D#,G#,C#,F#,A#,D), e "Open Your Eyes" que é em G# Drop, esta última executada algumas vezes ao vivo com guitarras de 7 cordas e outras de 6 cordas.

## Integrantes

### Integrantes
- Aaron Lewis - vocal e guitarra (1995-2012, 2014)
- Mike Mushok - guitarra (1995-2012, 2014)
- Johnny April - baixo e vocal de apoio (1995-2012, 2014)
- Sal Giancarelli - bateria (2011-2012, 2014)

### Ex membros
- Jon Wysocki - bateria (1995-2011)

### Membros de turnê
- Will Hunt - bateria (2011)

## Discografia

### Álbuns de estúdio
- Tormented (1996)
- Dysfunction (1999)
- Break the Cycle‎ (2001)
- 14 Shades of Grey‎ (2003)
- Chapter V (2005)
- The Illusion of Progress (2008)
- Staind (2011)
- Confessions Of The Fallen (2023)

### Compilação
- The Singles: 1996-2006 (2006)

### DVD
- MTV Unplugged (2002)
- The Videos (2006)